# Zdeněk Calábek
Zdeněk Calábek (16. června 1912 Přerov – 22. ledna 1941 Auschwitz) byl český pedagog a oběť nacismu.

## Život
Zdeněk Calábek se narodil 16. června 1912 v Přerově. V roce 1931 odmaturoval na státním reálném gymnáziu tamtéž, mezi lety 1931 a 1936 studoval na Právnické fakultě Masarykovy univerzity v Brně. Následně pracoval jako smluvní učitel na obchodní akademii Ústředního svazu obchodu v Přerově. Byl členem Sokola, aktivně se věnoval odbíjené. Jako činovník Sokola byl 8. října 1941 zatčen gestapem. Dne 22. ledna 1941 zahynul v koncentračním táboře Auschwitz.

## Posmrtná ocenění
- Zdeňku Calábkovi byl v roce 1947 in memoriam udělen Právnickou fakultou Masarykovy univerzity titul JUDr.
- Mezi lety 1946 a 1965 byl na sokolském stadionu v Přerově organizován Memoriál JUDr. Zdeňka Calábka